# Matveï Mouranov
 (mars 2018).
Matveï Konstantinovitch Mouranov (en russe : Матвей Константинович Муранов ; 29 novembre 1873 – 9 décembre 1959) est un bolchévique révolutionnaire né en Ukraine, et un homme politique russe.

## Ses débuts en tant que révolutionnaire
Né dans une famille de paysans à Rybtsy près de Poltava, Mouranov s'installe à Kharkov en 1900, et travaille comme cheminot. Il rejoint la faction bolchévique du Parti ouvrier social-démocrate de Russie (RSDLP) en 1904 et devient membre du comité local du parti en 1907. En 1912 Mouranov est élu à la 4eme Douma d'État de la ville de Kharkov et devient l'un des 6 députés bolchéviques. Mouranov est le seul bolchévique (l'autre, Romain Malinovski, a été plus tard dénoncé comme étant un agent de la police secrète) qui ait voté pour rompre avec la faction menchévique rivale du RSDLP le 15 décembre 1912.
Après le déclenchement de la première Guerre Mondiale en août 1914, Mouranov et d'autres députés bolchéviques suivent l'exemple du dirigeant bolchévique en exil Vladimir Lénine, dénonçant la guerre et appelant les soldats russes à retourner leurs armes contre leur propre gouvernement. Les députés bolchéviques parcourent le pays en utilisant leur  immunité parlementaire pour encourager les activités révolutionnaires. Ils sont arrêtés en novembre 1914, expulsés de la Douma et jugés le 10 février 1915 pour haute trahison.
Face à la peine de mort, certains députés bolchéviques et Lev Kamenev, qui avait été envoyé en Russie pour diriger leur action en janvier 1914, modèrent leur position. Mouranov, pour sa part, adopte une approche intransigeante, ce qui renforce sa réputation au sein du parti bolchévique. En fin de compte, le gouvernement tsariste abandonne la plupart des charges portées contre les accusés, qui furent habilement défendus par le futur chef du Gouvernement Provisoire russe Alexandre Kerensky et d'autres avocats. Mouranov et d'autres députés de la Douma sont exilés à vie dans la région reculée de Turukhansk, en Sibérie.

## La révolution de 1917
Après le renversement de la dynastie des Romanov par la Révolution de février 1917, Mouranov revient à la capitale, Petrograd, avec d'autres  exilés bolchéviques, dont Lev Kamenev et Staline. Le 12 mars, il rejoint le Bureau russe du Comité Central bolchévique et le 16 mars, il rejoint le comité de rédaction du journal bolchévique Pravda. Mouranov et Staline sont également nommés membres du Comité Exécutif du Soviet de Petrograd.
Mouranov utilise son capital politique au sein du parti bolchévique, gagné grâce à son comportement au procès de 1915, pour fournir une couverture politique à Kamenev, dont le comportement au procès l'avait rendu suspect aux yeux des bolchéviques de la base. Ensemble, ils reprennent la Pravda et évincent ses précédents rédacteurs, Viatcheslav Molotov et Alexander Shlyapnikov. Une fois au pouvoir, ils préconisent le soutien conditionnel du gouvernement provisoire russe nouvellement formé, "dans la mesure où il se bat contre la réaction ou la contre-révolution". Kamenev, Staline et Mouranov suggèrent que les bolchéviques s'unissent à l'aile internationaliste de la faction  menchévique de la RSDLP. Ces positions sont adoptées par la Conférence panrusse du Parti bolchévique du 28 mars au 4 avril 1917.
Quand Lénine et Grigori Zinoviev retournent en Russie le 3 avril, ils s'opposent à la ligne Kamenev-Staline-Mouranov et appellent à une  révolution socialiste et à une rupture complète avec les menchéviques. Lorsque Lénine remporte la victoire à la conférence bolchévique russe suivante à la fin avril 1917, Mouranov est renvoyé à Kharkov pour diriger le journal bolchévique local, le Prolétaire.
Lors du 6e Congrès du Parti bolchévique, fin juillet et début d'août 1917, Mouranov est élu au Comité Central du parti et devient membre de son Secrétariat. Le 5 août, le Comité Central élit Mouranov à son bureau permanent (uzkij sostav).

## La vie politique
Mouranov participe à la prise du pouvoir par les bolchéviques lors de la Révolution d'octobre 1917 et est élu au Présidium du Comité exécutif central russe, dominé par les bolchéviques, lors du deuxième Congrès des Soviétiques. Le 27 octobre, il devient membre de la commission mixte bolchévique-Gauche Socialiste-Révolutionnaire chargée de la préparation du deuxième Congrès des Paysans Soviétiques en contournant le Comité exécutif central des paysans soviétiques. En tant que membre du Comité Central Bolchevique, il soutient Lénine lors du débat au sein du parti sur le traité de Brest-Litovsk début 1918.
Mouranov n'est pas réélu au Comité Central lors du 7e Congrès du parti bolchevique en mars 1918, mais il revient à l'organe après le 8ème Congrès en mars 1919. Il reste membre du Comité Central jusqu'en 1923. Entre mars 1919 et en avril 1920, il est candidat membre du Comité Central de l'Orgburo.
Pendant les luttes à l'intérieur du parti dans les années 1920, Mouranov est un allié de Joseph Staline. Lors du 11e Congrès du Parti en 1922, il est élu à la Commission Centrale de contrôle, dont il reste membre jusqu'en 1934. En 1923-1934, il est également membre de la Cour suprême soviétique. En 1934, il devient membre du Comité exécutif central russe.
Mouranov survit à la Grande Purge, qui coûte la vie à la plupart des Vieux Bolcheviques, et il est envoyé en retraite en 1939. Il meurt à Moscou à l'âge de 86 ans.